# Hamal (ster)
Hamal (alpha Arietis) is de helderste ster (schijnbare magnitude 2,0) met spectraalklasse K2III (een reus), in het sterrenbeeld Ram (Aries).
De ster staat ook bekend als Hemal, Hamul, Ras Hammel en Arietis. De naam 'El Nath' is niet meer in gebruik. De ster staat ongeveer 65,8 lichtjaren van de aarde af.